# Opel Ascona A
Beim Ascona A handelt es sich um die erste Generation des Ascona, eine Mittelklasse-Baureihe von Opel, zu der auch das Coupé Manta A gehört. Er hatte keinen wirklichen Vorgänger, ersetzte aber mit Olympia, Kadett LS und Kadett 1700 S Varianten des Opel Kadett B, die im Juli 1970 aus dem Programm genommen wurden. Den Ascona hatte man zwischen Kadett und Rekord positioniert, er zielte vor allem auf Aufsteiger vom Kadett und sein wichtigster Konkurrent war der Ford Taunus. Das geradlinige, schnörkellose Design schuf der Opel-Chefdesigner Chuck Jordan.
Die Produktion des Ascona A begann September 1970, seine Vorstellung erfolgte dann im November auf dem Turiner Autosalon und er blieb bis Juli 1975 in Produktion, wobei 691.438 Wagen in Bochum und Antwerpen vom Band liefen.

## Debüt 1970

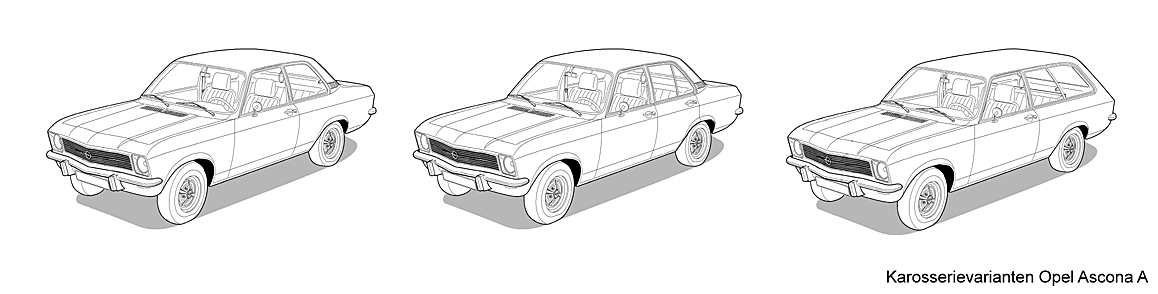

### Entwicklung
Der Ascona weist eine ungewöhnliche Entstehungsgeschichte auf: Opel plante ihn als Kadett-Nachfolger und beschloss erst während der Entwicklung eine völlig neue Modellreihe. Der Kadett B blieb daraufhin im Programm und wurde erst 1973 abgelöst. Die Ursache dafür lag bei der Konkurrenz. Als der Opel-Vorstand  nach Erscheinen des Capri die große Resonanz beim Publikum sah und eine Limousine mit dem gleichen Chassis erahnen konnte, beschloss er im Frühjahr 1969, dem eine neu geschaffene Fahrzeuggröße entgegenzusetzen.
Der Werbeslogan lautete zunächst: Opel Ascona. Der Außenseiter. Dann folgte: Opel Ascona. Mit jedem Kilometer wächst die Freundschaft.

### Limousine

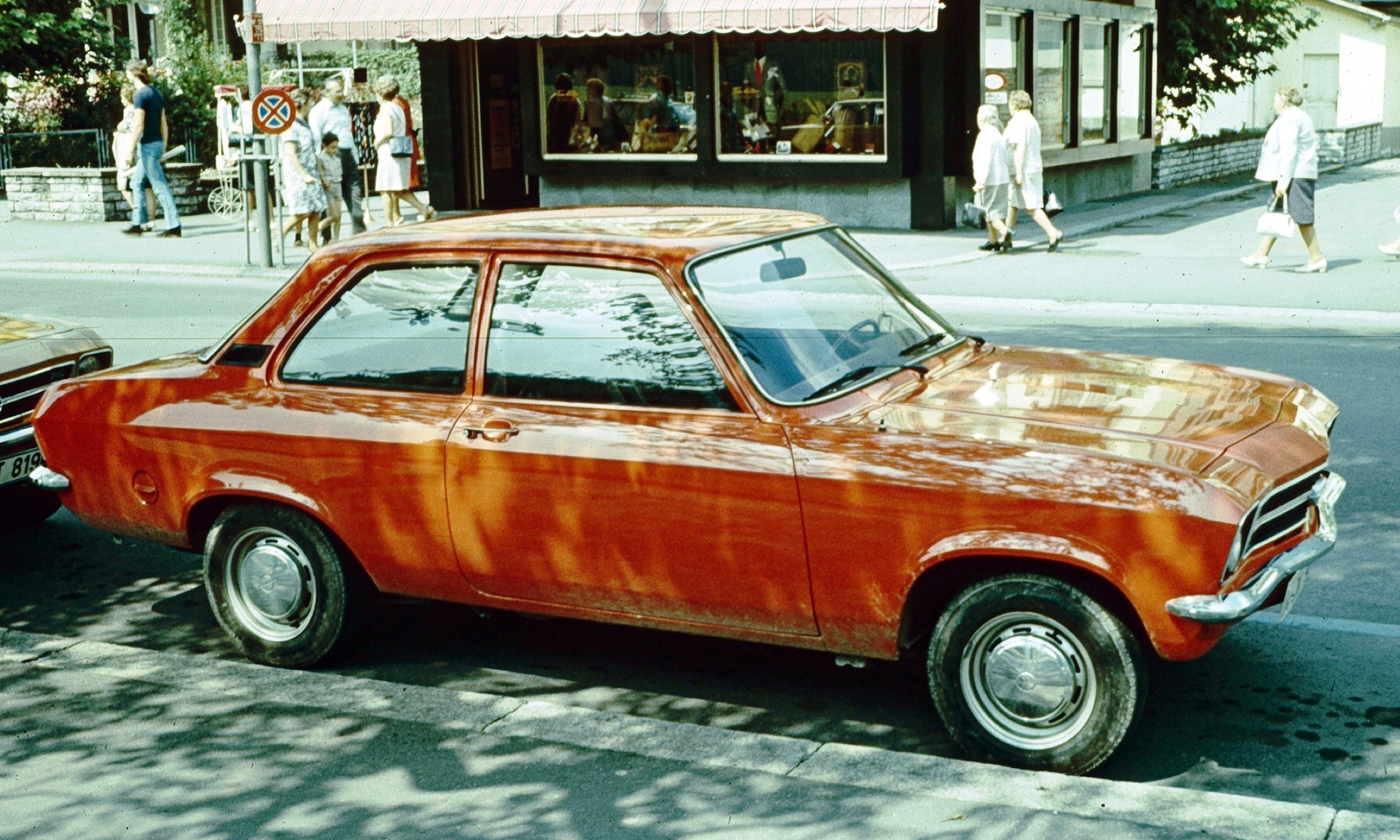
Ascona Normalausführung

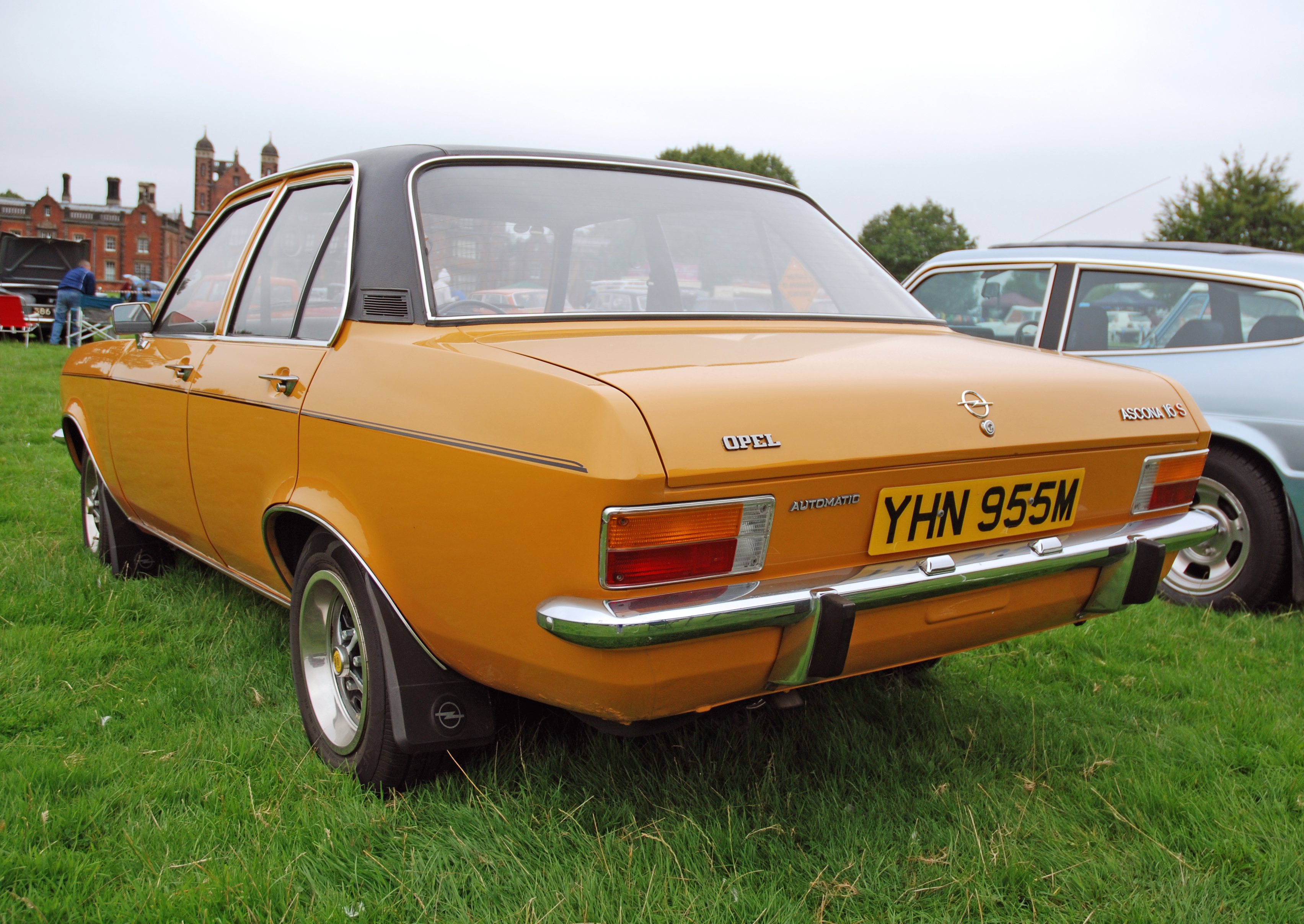
Ascona Luxus

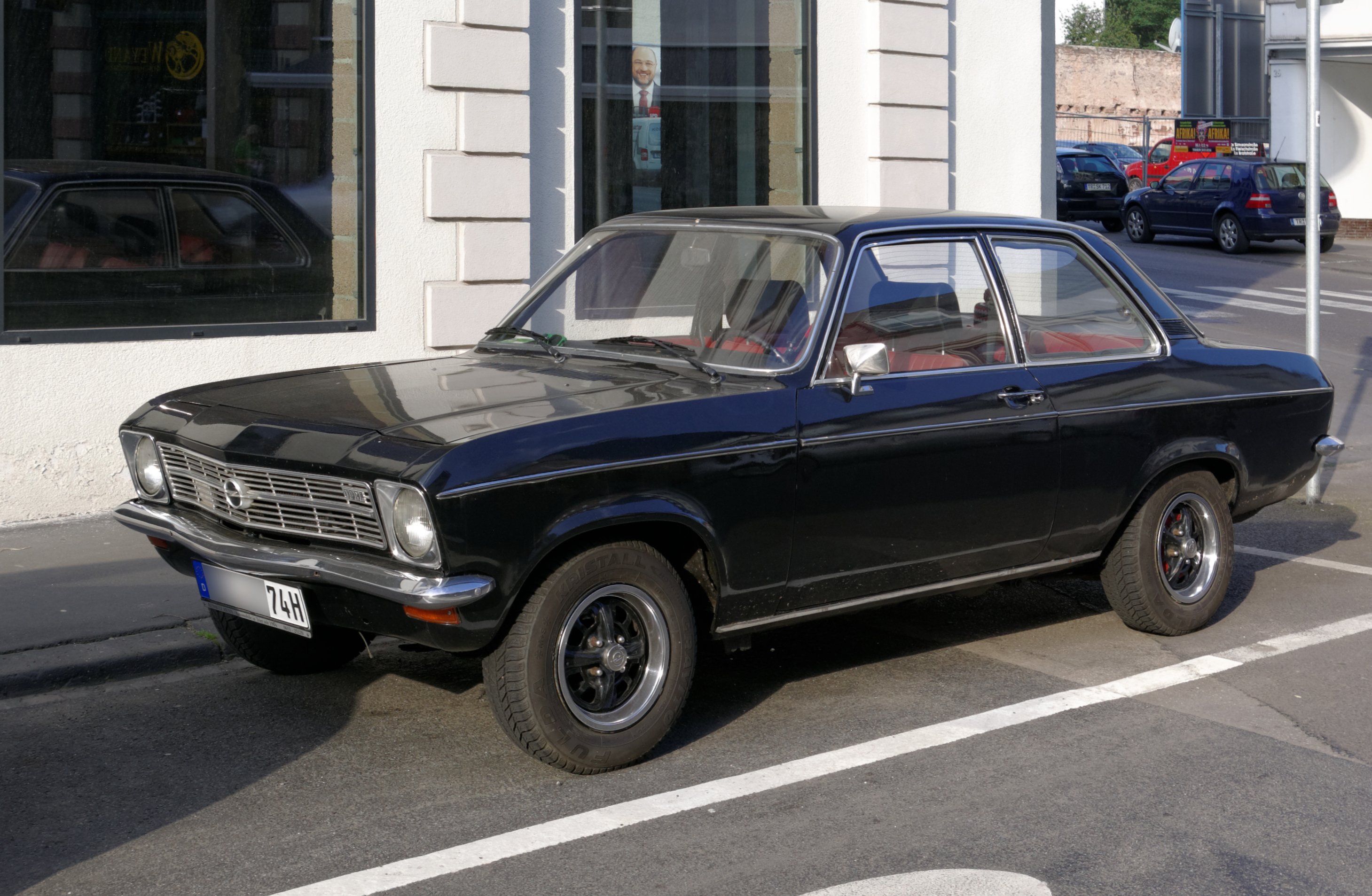
Luxus-Grill an einem umgebauten Ascona

Den Ascona gab es als zwei- und viertürige Limousine, wobei letztere in Deutschland wenig Kunden fand. Beide konnten in Normal- oder Luxusausführung mit allen Motorisierungen kombiniert werden. Das Einstiegsmodell kostete 7.365 DM.
Ursprünglich konnte man die Luxus-Ausstattung daran erkennen, dass der Kühlergrill und die quadratischen Scheinwerferzierblenden aus blank poliertem Aluminium bestanden. Bei der Normalausführung trugen beide schwarzen Lack, wobei der Kühlergrill einen alufarbenen Rahmen und einen ebensolchen Mittelsteg behielt. Weil der Trend hin zum schwarzen Kühlergrill ging, entfiel dieser Unterschied bereits im August 1971.
Generell war der Ascona im Vergleich zu Importwagen spartanisch ausgestattet; so kosteten heizbare Heckscheibe, elektrische Scheibenwaschanlage, Verbundglas-Frontscheibe oder Gürtelreifen auch im Falle der Luxusausstattung Aufpreis. Diese bot für 600 DM Mehrpreis im Wesentlichen Stoffpolster, Teppichboden, Zeituhr, Zigarrenanzünder, Beleuchtungen für Motorraum, Handschuhfach und Kofferraum, Handbremswarnleuchte, zusätzliche Chromleisten, Zierringe um die Radkappen sowie beim Zweitürer ausstellbare Heckfenster. Bei der Normalausführung gab es neben Tachometer und Kombiinstrument nur einen Blinddeckel.

### Voyage

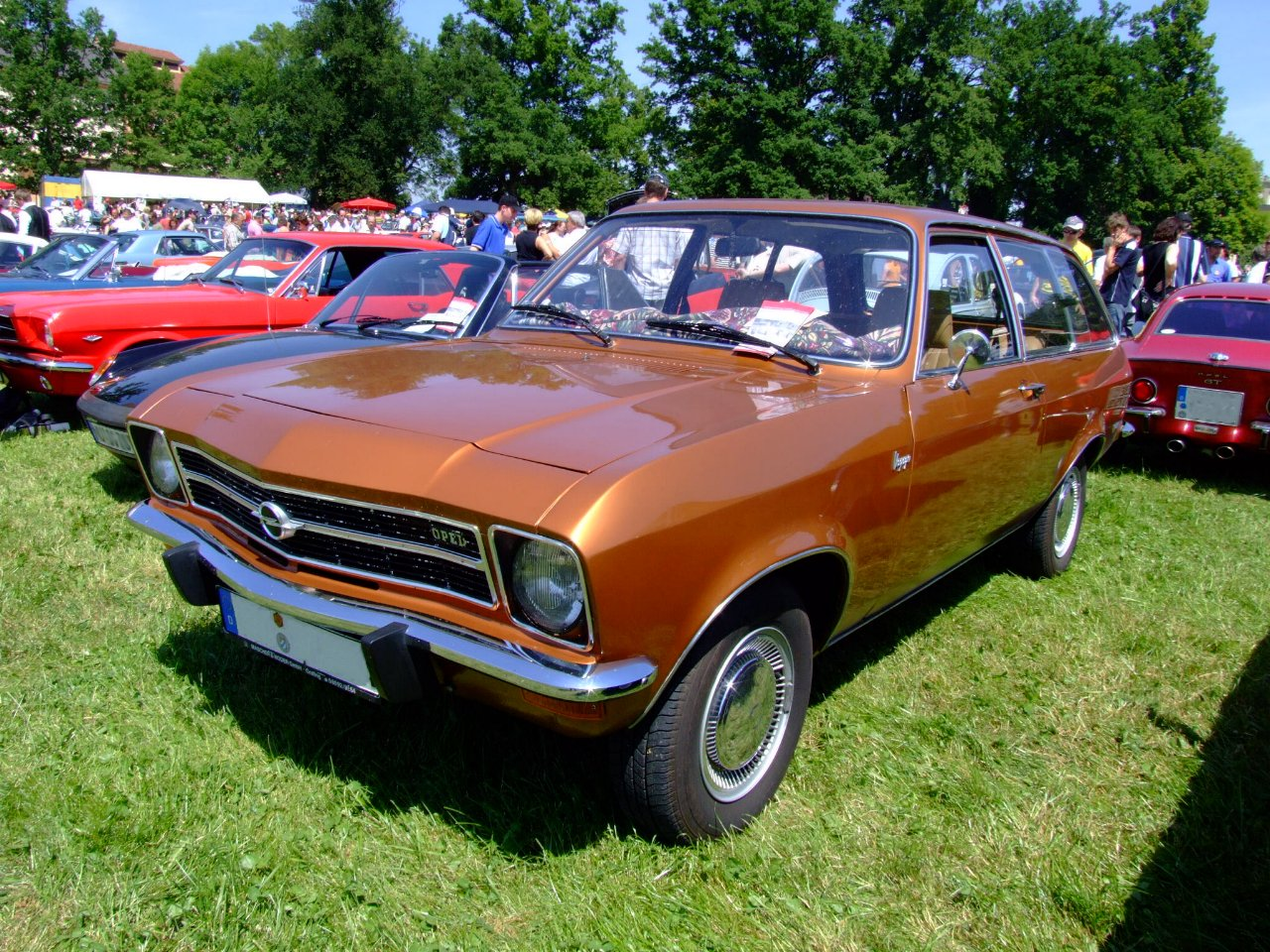
Ascona Voyage

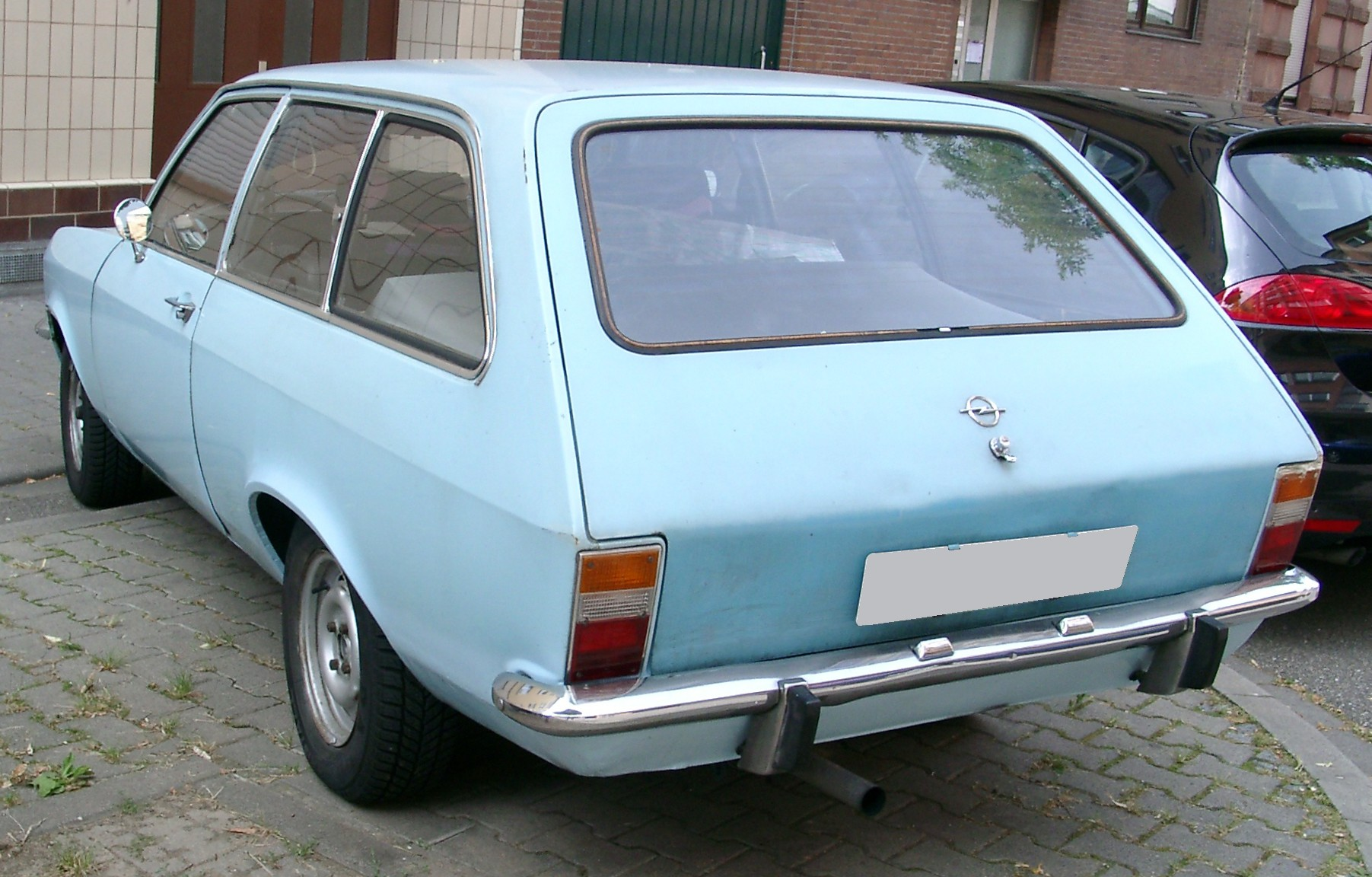
Heruntergekommener Ascona Voyage

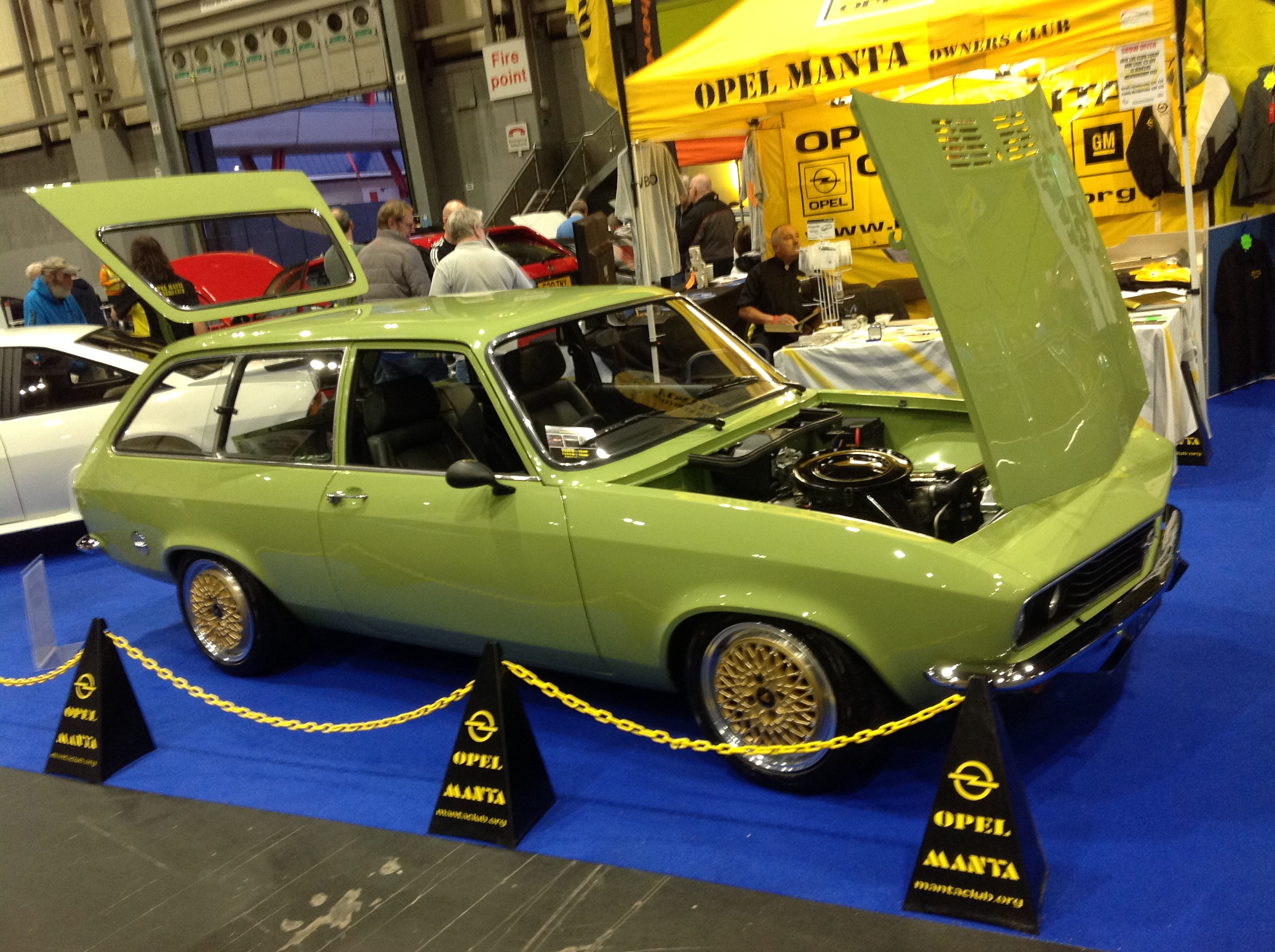
Fahrzeugtuning am Ascona Voyage

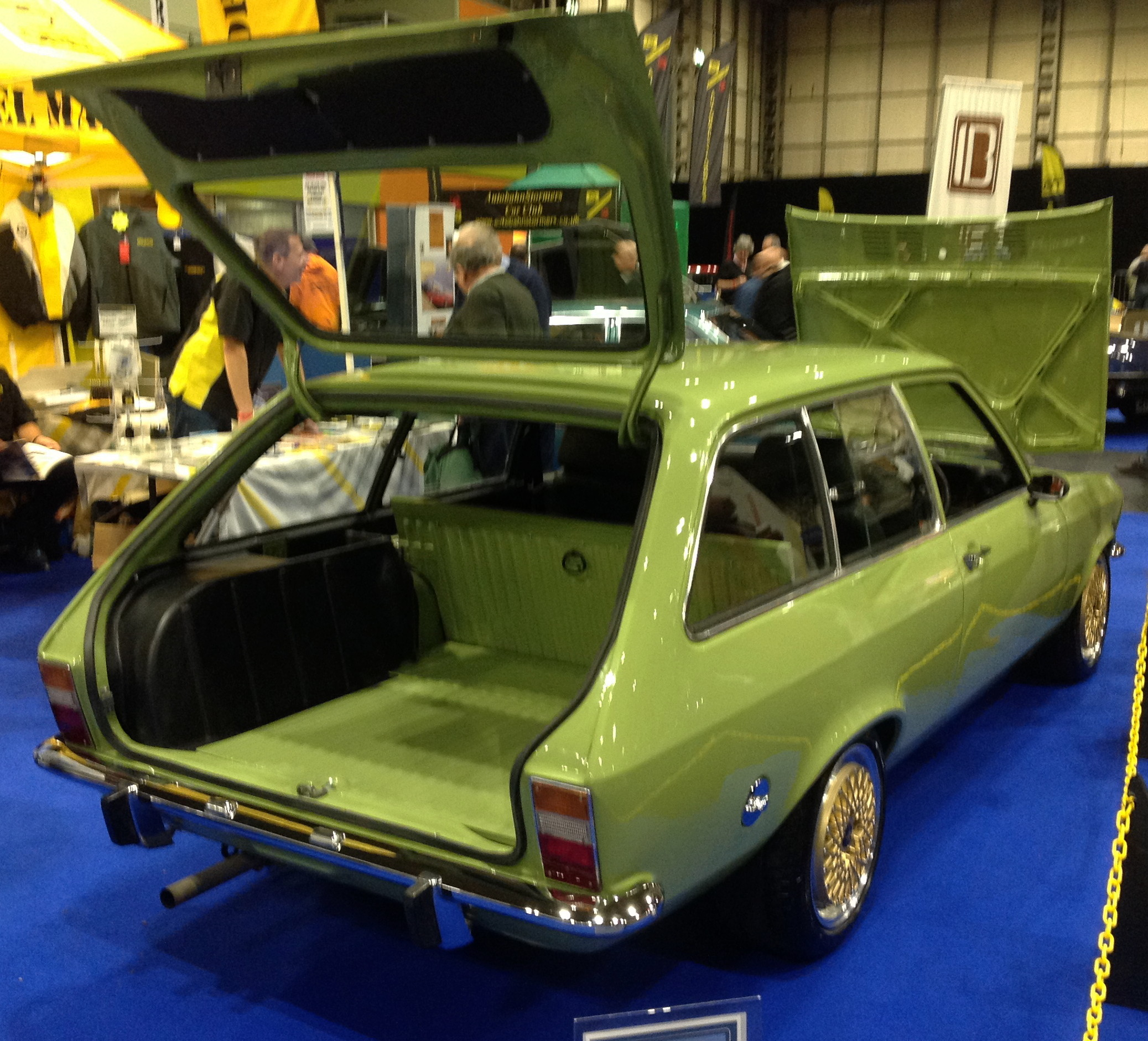
Laderaum des Ascona Voyage

Beim Voyage (frz. für Reise) handelte es sich um einen dreitürigen Kombi in der Luxusausstattung. Gegen ca. 500 DM Aufpreis gab es für ihn nach amerikanischem Vorbild („Woody“) eine aufgeklebte „Kunststofffolie mit Edelholzmaserung“ an den Seiten und der Heckklappe, umrandet von Chromleisten. Das Dekor bestellte aber kaum jemand, so dass man es praktisch nur von Pressefotos kannte. Wegen der auffälligen Erscheinung erlangten diese Fotos aber eine große Bekanntheit, woraufhin der Voyage noch heute häufig damit verbunden wird. Opel vermarktete den Wagen als Freizeitmobil, hervorragend geeignet, um Schlauchboote und Campingmöbel zu transportieren. Aus diesem Grund gab es ihn auch nur dreitürig, er sollte dadurch sportlicher wirken.

### Aufpreisliste
Einige Elemente der Luxusausstattung bot Opel auch einzeln an. Dazu gehörten insbesondere die Chromleisten an der Karosserie, so dass man die Luxusausstattung daran nicht identifizieren konnte. Einzeln gab es zudem die hinteren Ausstellfenster, die Zeituhr, den Zigarrenanzünder, die zusätzliche Beleuchtungen, die Radzierringe und ein Paket bestehend aus abblendbaren Außenspiegel, Spiegel in Beifahrersonnenblende, Beifahrer-Haltegriff sowie zwei Aschenbecher für die Hintensitzenden.
Anstelle der Zeituhr bzw. den Blinddeckel konnte man einen Drehzahlmesser erhalten. Die Scheibenwaschanlage funktionierte bis zum Produktionsende mit einem Gummibalg im Fußraum und nur gegen Aufpreis elektrisch mit gleichzeitiger Aktivierung der Scheibenwischer – obwohl so etwas bei anderen Marken wenigstens zur Luxusausstattung gehörte. Das Sportlenkrad hatte ebenfalls zwei Speichen, aber einen kleineren Durchmesser.
Es gab eine leistungsfähigere Lichtmaschine, die Voraussetzung für die heizbare Heckscheibe oder die auf der Stoßstange stehenden Halogen-Fernscheinwerfer war, nicht aber für die unter der Stoßstange hängenden Halogen-Nebelscheinwerfer. Zu letzteren gehörte eine ebenfalls unter der Stoßstange hängende Nebelrückleuchte. Die Parkleuchten waren ein Relikt aus den 1960er-Jahren, sie saßen auf den Vorderkotflügeln und leuchteten mit einer einzigen Lampe und somit stromsparend nach vorne weiß und nach hinten rot. Es kaufte sie kaum noch jemand, so dass sie zwar noch bis zum Produktionsende im Programm blieben, für den Ascona B aber entfielen.
Rundum getöntes Glas gab es beim Ascona A nicht, wohl aber die Front- oder die Front- und Heckscheibe in getönt. Dann handelte es sich um eine Verbundglas-Windschutzscheibe, die auch ohne Tönung zu bekommen war. Sicherheitsgurte bot Opel nur mit Aufrollautomatik an, wobei Kopfstützen nicht dazu gehörten, sondern einzeln bestellt werden mussten. Sie konnten auch leicht nachgerüstet werden, in dem man den Bezug der Lehne an den stets vorhandenen Aufnahmen einschnitt. Das Stahlschiebedach öffnete mit einer Kurbel, nicht elektrisch, und durfte für den Voyage nicht mit dem – fest montierten – Dachgepäckträger kombiniert werden, zu dem fünf Chromleisten gehörten, die von vorne bis hinten über das Dach verliefen.
Bei den Reifen übertrieb es Opel mit der Sparsamkeit. Nicht nur, dass bei den meisten Importwagen Gürtelreifen zum Standard gehörten, es gab zu allem Überfluss auch noch zwei Größen von Radialreifen. Die Dimension 165 S 13 war nur beim Voyage serienmäßig. Dies hatte für jede Achsübersetzung zwei Tachometer zufolge, einen für die Standardgröße 155 S 13 und einen mit passender Übersetzung für den größeren Abrollumfang der Diagonalreifen 165 S 13 und Radialreifen 165 SR 13.
Für alle Ascona A ließ sich eine Einschicht-Metallic-Lackierung bekommen, aber nur für die Luxusausstattung ein – häufig gekauftes – Vinyldach. Letzteres ließ sich beim Voyage auch mit dem Dekor kombinieren.

### Farben

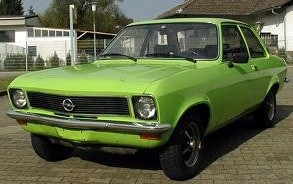
Signalfarbe am Ascona

| Standard:            |                  |               |
| Sierrabeige BB       | Arktisweiß RR    | Granitgrau VV |
| Citrusgelb CC        | Kardinalrot JJ   | Ocker SS      |
| Ziegelrot WW         | Kosmosblau KK    | Lagoblau XX   |
| Einschicht-Metallic: |                  |               |
| Monzablau HH         | Costricabraun LL | Silber UU     |
| Bronze GG            | Pampasgrün PP    |               |

### Antrieb
Zunächst gab es nur Ascona 16 und 16 S mit 68 PS (50 kW) bzw. 80 PS (59 kW). Unter deren Motorhaube lag der bekannte CIH-Motor mit einem neuen Hubraum, der nur in den Baureihen Ascona/Manta A, Ascona/Manta B und – allerdings nicht von Anfang an – Kadett C vorkam. Wie seinerzeit alle Opel-CIH-Motoren hatte auch dieser 69,8 mm Hub, woraufhin die Bohrung 85 mm betrug. Der Ascona 16 zeigte sich wenig drehfreudig, lief aber leise, unterstützt durch ein niedriges Drehzahlniveau – hatte er doch die gleiche Achsübersetzung wie der 16 S.
Mit manueller Schaltung besaß der Ascona A immer ein Vierganggetriebe. Für den 16 S konnte man die Opel Automatik aus dem Werk
Straßburg bekommen. Der Schalt- bzw. Wählhebel befand sich stets auf dem Getriebetunnel.

### Fahrwerk
Da der Kadett erst bei der großen Überarbeitung für das Modelljahr 1968 eine neue Hinterachse mit
Schrauben- anstatt der bisherigen Blattfedern bekommen hatte, konnte sie für den Ascona übernommen werden. Wie von Opel gewohnt war sie ordentlich geführt, nämlich mit Dreieckslenker und Panhardstab. Vorne blieb es zwar bei Doppelquerlenker, da hier nun ebenfalls der Übergang auf Schraubenfedern stattfand, handelte es sich um eine Neukonstruktion, erneut mit Zahnstangenlenkung, die einen hervorragenden Geradeauslauf bot – in diesem Punkt ließ der Kadett B Wünsche offen – und später vom Kadett C übernommen wurde.
Der Ascona besaß serienmäßig vordere Scheibenbremsen. Da diese beim Kadett mittlerweile immer in Kombination mit einem Bremskraftverstärker vorkamen, gehörte ein solcher zum Serienumfang. Das Zweikreissystem war ebenfalls schon beim Kadett eingeführt worden, die hinteren Trommelbremsen waren Standard in der Fahrzeugklasse.

## Änderungen im Modelljahr 1971

### Ascona 19
Auf dem Genfer Auto-Salon im März 1971 stellte Opel den Ascona 19 vor, mit dem 1,9 l-Motor und 90 PS (66 kW) aus dem Rekord, den es im Manta von vornherein gab und der ebenfalls mit der Opel-Automatik kombiniert werden konnte. Damit orientierte sich Opel an der BMW 02er-Reihe. Der Plan erfüllte aber die Erwartungen nicht: während bei BMW der große Hubraum am häufigsten gewählt wurde, war der Ascona 19 am wenigsten gefragt. Am besten verkaufte sich der Ascona 16 mit insgesamt 206.766 Fahrzeugen.

### Ascona SR

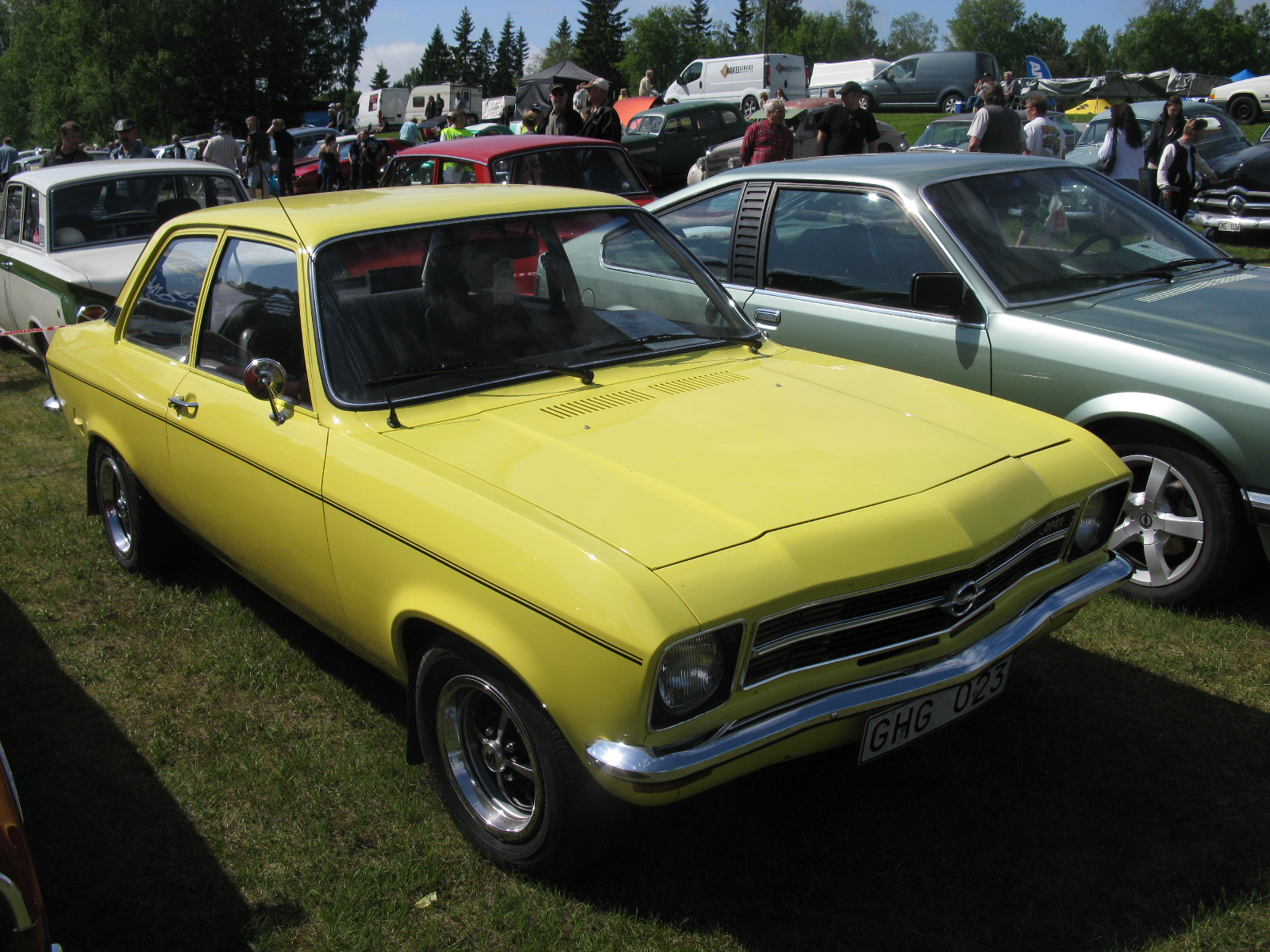
Ascona SR

Ab März 1971 ließ sich der Ascona A sowohl in der Normal- wie auch in der Luxusausführung für rund 200 DM mit SR-Ausstattung bekommen, die dem 16 S oder dem 19 vorbehalten war. Erkennen konnte man sie an den rot umrandeten Buchstaben „SR“ hinter dem wie gewohnt schwarz umrandeten Schriftzug auf der Kofferraumklappe. Zur Ausstattung gehörte vor allem das Sportfahrwerk mit härteren Federn und angepassten Stoßdämpfern; darüber hinaus doppelte Seitenstreifen an den Karosserieflanken, verchromtes Auspuffendrohr, Stahlsporträder ohne Radkappen, das Sportlenkrad, Drehzahlmesser, Holzfurnier-Imitat an der Instrumententafel sowie eine Konsole für Zusatzinstrumente unterhalb des Radios mit Zeituhr, Ampèremeter und Öldruckanzeige. Damit handelte es sich um den einzigen Ascona A, den Opel sowohl mit Drehzahlmesser als auch mit Zeituhr auslieferte. Den zusätzlichen Instrumententräger gab es ähnlicher Form bereits in Kadett, Rekord und Commodore.
Im Gegensatz zum Manta SR gab es weder eine schwarze Motorhaube, noch eine kürzere Hinterachsübersetzung und kein Kombinationsverbot mit dem Automatikgetriebe. Der Kühlergrill war aber von Anfang an schwarz lackiert. Die SR-Ausstattung ließ sich auch für den Voyage erhalten, um ihn nochmals mehr als Freizeitmobil erscheinen zu lassen – war doch ein Kombi mit Sportfahrwerk noch ungewöhnlich. Der günstige Preis führte zum großen Erfolg: 34.589 Ascona 19 SR standen nur 41.041 gewöhnlichen Ascona 19 gegenüber. Der Ascona 16 SR fand allerdings wenig Käufer, das Verhältnis betrug 8.835 Fahrzeuge zu 137.206 gewöhnliche Ascona 16 S.

## Modelljahr 1972

### Änderungen in der Aufpreisliste
Im Herbst 1971 kamen Zweifaden-Halogenlampen auf den Markt. Daraufhin reagierte Opel schnell und bot für den Ascona ab März 1972 Hauptscheinwerfer mit diesen H4-Lampen an, sie blieben bis zum Produktionsende für alle Ausführungen ein Extra.

### Farben
| Standard:            |                |               |
| Sierrabeige BB       | Arktisweiß RR  | Granitgrau VV |
| Citrusgelb CC        | Kardinalrot JJ | Ocker SS      |
| Ziegelrot WW         | Kosmosblau KK  | Lagoblau XX   |
| Einschicht-Metallic: |                |               |
| Monzablau HH         | Saharagold DD  | Silber UU     |
| Bronze GG            | Limonengrün PP |               |

### Ascona 12
Nachdem der Vergrößerung des Kadett-Motors von 1,1 l auf 1,2 l Hubraum konnte man ihn ab März 1972 in der Superbenzin-Variante mit 60 PS (44 kW) auch für den Ascona bekommen, allerdings nur für die Limousine. Der Ascona 12 lief insbesondere im Vergleich zum Ascona 16 mit seiner Normalbenzin-Abstimmung nennenswert sparsamer. Dabei waren die Fahrleistungen kaum merklich schlechter, allerdings naturgemäß mit einem deutlich höheren Drehzahlniveau verbunden. Mit 180.700 Fahrzeugen stand der Ascona 12 bei den Produktionszahlen an zweiter Stelle. Besonders gut verkaufte er sich in Italien, wo kleine Hubräume gefragt waren und es ihn deswegen schon ab Herbst 1971 gab.

### Sondermodell Holiday
Im Mai 1972 erschienen Kadett, Ascona und Manta Holiday. Der Ascona Holiday kam in Citrusgelb, Ocker, Kardinal- oder Ziegelrot daher, basierte auf den Ascona 16 S Luxus und bot zusätzlich die heizbare Heckscheibe mitsamt der leistungsfähigeren Lichtmaschine, Halogen-Nebelscheinwerfer mit Nebelschlussleuchte, Gürtelreifen 165 SR 13, Sporträder mit Radzierringen, Sicherheitsgurte und Kopfstützen. Dabei lag der Holiday 500 DM unter dem regulären Listenpreis für den Wagen plus Zubehör. Überdies gab es das automatisches Getriebe für einen um 200 DM reduzierten Aufpreis.

## Modelljahr 1973

### Änderungen in der Aufpreisliste
Im August 1972 entfiel mangels Nachfrage bereits das Dekor für den Voyage. Die Luxusausstattung umfasste jetzt die heizbare Heckscheibe, wodurch sich aber deren Mehrpreis erhöhte. Zur Normalausstattung gehörte nun ein Teppichboden, so wie es ihn beim Manta immer schon gab.
Neue Extras waren seitliche Kunststoff-Schutzleisten und die für den Manta schon von Beginn an erhältlichen Niederquerschnittsreifen 185/70 SR 13.

## Modelljahr 1974

### Überarbeitung

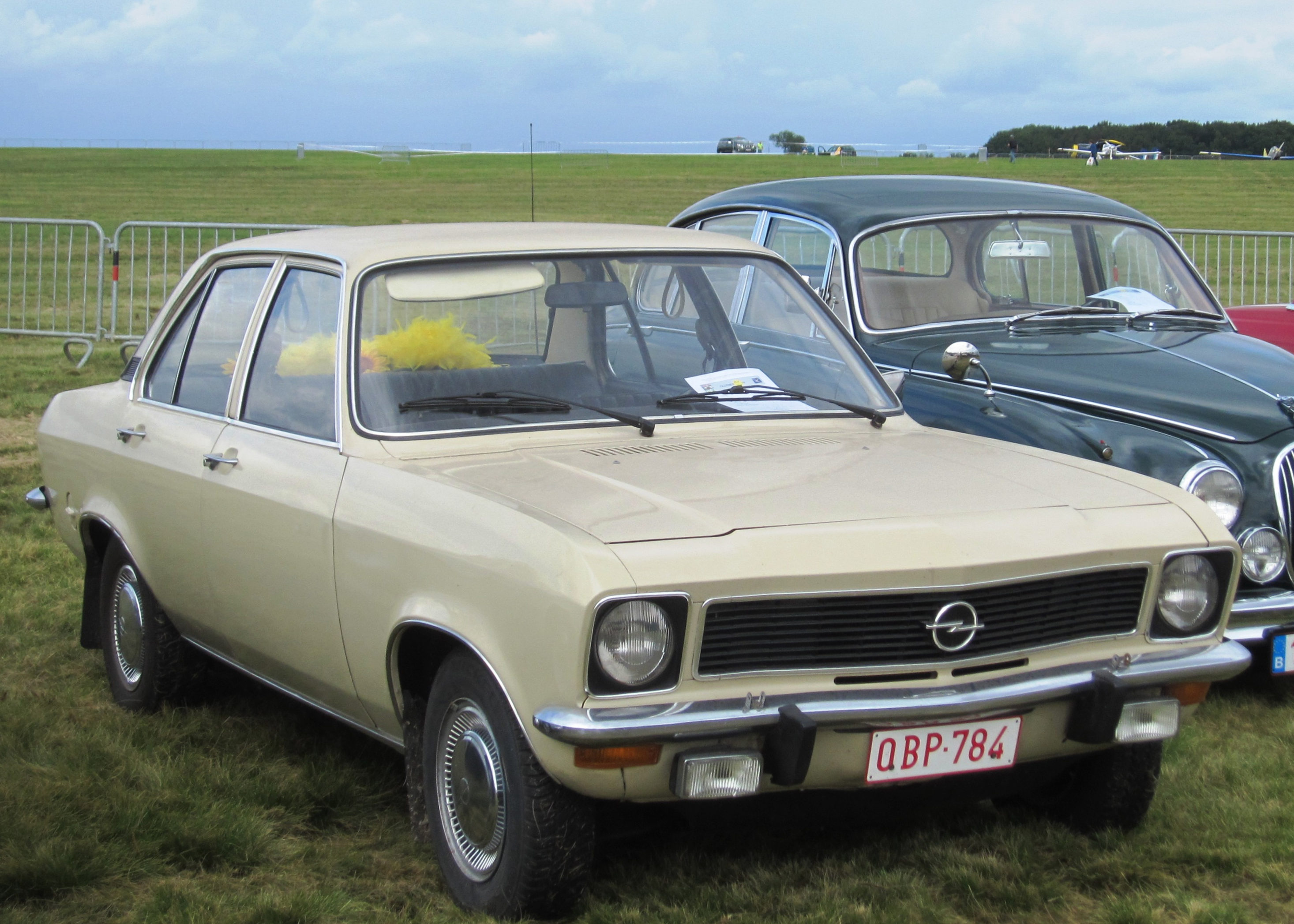
Ascona Luxus ab 1973

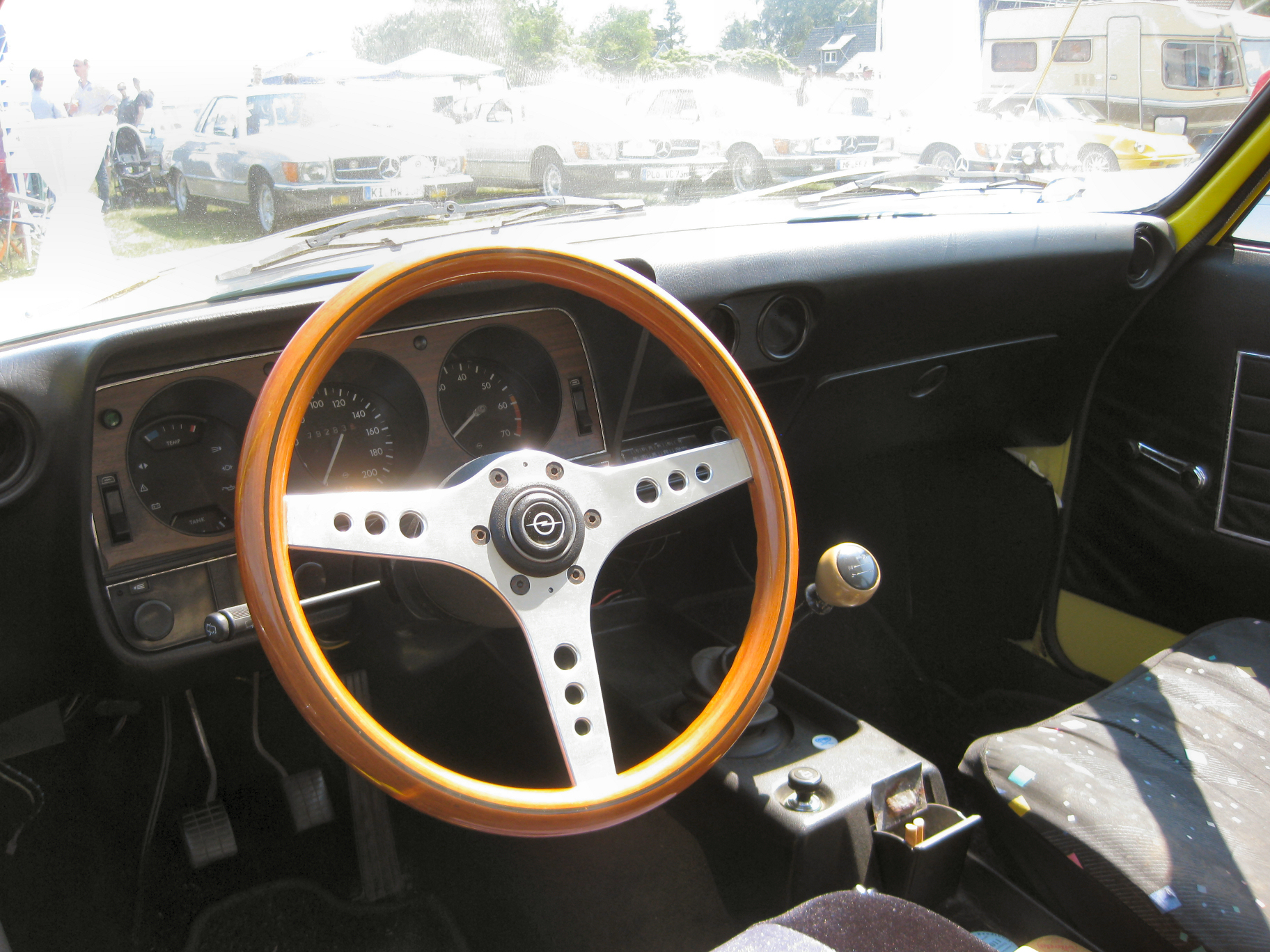
Cockpit nach Überarbeitung mit nachrerüsteten Lenkrad

Im August 1973 erhielt der Ascona A eine Überarbeitung, die man aber nur bei genauerem Hinsehen erkennen konnte; vor allem am schwarzen Kunststoffgrill mit großem Opel-Logo und den eckigen Außenspiegeln. Nun befand sich der Scheibenwischerschalter am Blinkerhebel. Es gab ein neu gestaltetes Lenkrad, eine neue Mittelkonsole, zwei zusätzliche Frischluftdüsen rechts und links nahe der Seitenfenster, jetzt zwei Scheibenwaschdüsen und das Holzimitat für alle Modelle. Die ab Januar 1974 vorgeschriebenen Sicherheitsgurte vorne gehörten bereits zum Serienumfang, dabei handelte es sich aber um Statikgurte. Solche mit Aufrollautomatik kosteten unverändert ebenso zusätzlich wie Kopfstützen. Die Aufpreisliste ergänzten das vom Manta bekannte Sperrdifferential für Ascona 16 S und 19 sowie die 60 DM teureren Signalfarben.
Im März 1974 erschienen die neuen Extras Recaro-Sportsitze und Scheinwerfer Wisch-/Waschanlage. Letztere kaufte in Deutschland praktisch niemand, Opel baute sie für den schwedischen Markt aber ohnehin ein.
Außerdem gehörten Gürtelreifen jetzt zum Serienumfang, nachdem Diagonalreifen schon lange nicht mehr dem Stand der Technik entsprachen.

### Farben
| Standard:            |                |               |
| Atlasbeige BB        | Polarweiß RR   | Granitgrau VV |
| Kardinalrot JJ       | Ocker SS       | Kosmosblau KK |
| Lagoblau XX          |                |               |
| Signalfarben:        |                |               |
| Signalgelb CC        | Signalblau LL  | Signalgrün MM |
| Signalrot WW         |                |               |
| Einschicht-Metallic: |                |               |
| Monzablau HH         | Saharagold DD  | Silber UU     |
| Bronze GG            | Limonengrün PP |               |

### Sondermodell Plus
Der Ascona Plus erschien im Oktober 1973 als erstes Sondermodell nach der Überarbeitung. So gehörten die neuen Signalfarben zum Serienumfang. Der Wagen basierte auf den Ascona 16 in Normalausstattung und besaß die leistungsstärkere Lichtmaschine, Sporträder sowie die häufig gekauften Extras Gürtelreifen 165 SR 13 und Kopfstützen.

### Caravan
Opel hatte sich vom Voyage mehr versprochen, er brachte es auf insgesamt gerade einmal 50.750 Fahrzeuge. Deswegen versuchte man – durchaus erfolgreich – den Anteil der Kombi-Karosserie zu steigern, indem man sie ab März 1974 zusätzlich in Normalausstattung anbot, wie von Opel gewohnt unter der Bezeichnung CarAVan. Der Ascona CarAVan wurde zusammen mit Kadett CarAVan und Rekord CarAVan als ideal zum Lastentransport anstatt als Freizeitvehikel vermarktet.

### Sondermodell Ferien-Ascona
Im April kam es im Rahmen der „Opel Spar-Aktion: Schöne Ferien“ zum Sondermodell Ferien-Ascona, ein Ascona 12 in Normalausstattung. Zum seinem Serienumfang gehörten Sportfelgen, heizbare Heckscheibe samt leistungsfähigerer Lichtmaschine, Kopfstützen und eine der vier Signalfarben. Der Verkaufspreis lag bei 8.950 DM.

## Modelljahr 1975

### Leistungsreduzierungen
Im Hinblick auf das kommende bleiarme Benzin reduzierte Opel zum Januar 1975 die Verdichtungen der CIH-Motoren, was mit Leistungsverlusten einher ging. Am größten war der Unterschied beim Ascona 16, der nur noch mit 60 PS (44 kW) angegeben wurde. Dafür gab es aber mit den seit kurzem geltenden neuen Haftpflicht-Versicherungsklassen einen zusätzlichen Grund, weswegen man diese Leistung auch beim Nachfolger Ascona B bis zum Schluss beibehielt. Der 16 S hatte nun 75 PS (55 kW), die ebenfalls die Versicherungsklasse optimal ausnutzte; den Motor gab es beim Nachfolger aber nur noch für eine kurze Zeit. Beim Ascona 19 fiel die Leistung auf 88 PS (65 kW), dies wurde aber schon im Juni 1975, also noch kurz vor Produktionsende, mit einem größeren Vergaser vom Typ Zenith INAT 35/40 anstatt Solex 32/32 DIDTA wieder rückgängig gemacht.

### Sondermodell Hit
Im Oktober 1974 kam das Sondermodell Ascona Hit heraus.

### Sondermodell Swinger
Im Januar 1975 erschienen Kadett, Ascona und Manta mit unübersehbaren Seitendekoren. Dazu gehörte ein TV-Werbespot mit dem Slogan: Fröhlich fahren. Fröhlich sparen. Mit seinen Musikern stellte Hazy Osterwald darin die Modelle einzeln vor und ihretwegen kam auch die Bezeichnung Swinger zustande. Der Ascona Swinger war ein Ascona 12 Normalausstattung in Polarweiß mit ebensolchen Sporträdern und einem vielfach unterbrochenen roten Seitenstreifen. Alternativ gab es ihn in einer der Signalfarben und den gewöhnlichen Sporträdern. Zum Serienumfang gehörten Sportlenkrad und heizbare Heckscheibe einschließlich der leistungsstärkeren Lichtmaschine. Das Dekor legte Opel mitsamt Anleitung bei und der Händler brachte es an.

### Farben
Ab März 1975 gab es für alle Opel-Fahrzeuge Pastellfarben:
| Standard:            |                |                  |
| Pastellbeige EE      | Polarweiß RR   | Pastelltürkis FF |
| Kardinalrot JJ       | Pastellgrün ZZ | Kosmosblau KK    |
| Pastellblau XX       |                |                  |
| Signalfarben:        |                |                  |
| Signalgelb CC        | Signalblau LL  | Signalgrün MM    |
| Signalrot WW         |                |                  |
| Einschicht-Metallic: |                |                  |
| Monzablau HH         | Saharagold DD  | Silber UU        |
| Bronze GG            | Limonengrün PP |                  |

### Sondermodell Sommer Bazar 75
Im Mai 1975 kam der Ascona Sommer Bazar 75 und blieb bis zum Produktionsende. Er sollte am Kadett Interessierte mit einem besonders günstigen Preis ansprechen, was Motor 12 und  Normalausstattung  bedeutete. Zum Serienumfang gehörten eine Signalfarbe, Sportfelgen, Kopfstützen und auf Wunsch kostenlose Seitenstreifen in Kombination mit Sportspiegel.

### Produktionsende
Am 9. Juli 1975 endete die Produktion zugunsten des Ascona B, der gemeinsam mit dem Manta B auf der IAA 1975 vorgestellt wurde. Er unterschied sich vor allem durch eine größere Karosserie – da der Ascona A ursprünglich ein Kadett werden sollte, war er in diesem Punkt dem Ford Taunus unterlegen. Antriebseinheit und Fahrwerk blieben weitgehend unverändert.
Einen Kombi legte man aber nicht wieder auf, da das Freizeitkonzept keinen Anklang gefunden hatte und man für reine Transportaufgaben zwei Baureihen mit Kombi-Modellen im Opel-Programm als ausreichend erachtete – obwohl es bei Ford mit Escort, Taunus und Granada drei Baureihen gab. Das stellte eine Parallele zu BMW dar, der ebenfalls im Hinblick auf den Freizeiteinsatz konzipierte und ungefähr zeitgleich angebotene Touring der 02er-Serie enttäuschte ebenfalls mit seinen Verkaufszahlen und bekam gleichfalls keinen Nachfolger. Eine große Heckklappe in Hinblick auf Hobby-Aktivitäten bot Opel erst zum Modelljahr 1979 wieder an, diesmal als Schrägheck-Coupé in Gestalt des Manta CC, gefolgt von der Limousine Ascona C Schrägheck zum Modelljahr 1982.

## Technische Daten
|                           | Ascona 12                                                                                                | Ascona 16                                                                                                | Ascona 16 S                                                                                              | Ascona 19                                                                                                |
| 1972–1975                 | 1970–1975                                                                                                | 1970–1975                                                                                                | 1971–1975                                                                                                | |
| ------------------------- | --- | --- | --- | --- |
| Motor                     | 4-Zylinder-Reihenmotor (Viertakt)                                                                        | 4-Zylinder-Reihenmotor (Viertakt)                                                                        | 4-Zylinder-Reihenmotor (Viertakt)                                                                        | 4-Zylinder-Reihenmotor (Viertakt)                                                                        |
| Kraftstoff                | Super | Normal                                                                                                   | Super | Super |
| Hubraum                   | 1196 cm³                                                                                                 | 1584 cm³                                                                                                 | 1584 cm³                                                                                                 | 1897 cm³                                                                                                 |
| Bohrung × Hub             | 79 mm × 61 mm                                                                                            | 85 mm × 69,8 mm                                                                                          | 85 mm × 69,8 mm                                                                                          | 93 mm × 69,8 mm                                                                                          |
| Leistung                  | 44 kW (60 PS) bei 5400/min                                                                               | 50 kW (68 PS) bei 5200/min                                                                               | 59 kW (80 PS) bei 5200/min                                                                               | 66 kW (90 PS) bei 4800/min                                                                               |
| Änderung Januar 1975      | | 44 kW (60 PS) bei 5000/min                                                                               | 55 kW (75 PS) bei 5000/min                                                                               | 65 kW (88 PS) bei 5100/min                                                                               |
| Änderung Juni 1975        | | | | 66 kW (90 PS) bei 4800/min                                                                               |
| Drehmoment                | 88 Nm bei 3000/min–3800/min                                                                              | 108 Nm bei 3400/min                                                                                      | 118 Nm bei 3800/min                                                                                      | 145 Nm bei 2500/min–3600/min                                                                             |
| Änderung Januar 1975      | 88 Nm bei 2600/min–3400/min                                                                              | 102 Nm bei 3000/min–3400/min                                                                             | 114 Nm bei 3800/min                                                                                      | 142 Nm bei 2800/min–3600/min                                                                             |
| Änderung Juni 1975        | | | | 148 Nm bei 2600/min–3800/min                                                                             |
| Verdichtung               | 9,2 : 1                                                                                                  | 8,2 : 1                                                                                                  | 9,5 : 1                                                                                                  | 9,0 : 1                                                                                                  |
| Änderung Januar 1975      | 9,0 : 1                                                                                                  | 8,0 : 1                                                                                                  | 8,8 : 1                                                                                                  | 8,8 : 1                                                                                                  |
| Gemischaufbereitung       | 1 Fallstromvergaser                                                                                      | 1 Fallstromvergaser                                                                                      | 1 Register-Fallstromvergaser                                                                             | 1 Register-Fallstromvergaser                                                                             |
| Ventilsteuerung           | OHV | CIH | CIH | CIH |
| Nockenwellenantrieb       | Rollenkette                                                                                              | Duplex-Rollenkette                                                                                       | Duplex-Rollenkette                                                                                       | Duplex-Rollenkette                                                                                       |
| Kühlung                   | Wasserkühlung                                                                                            | Wasserkühlung                                                                                            | Wasserkühlung                                                                                            | Wasserkühlung                                                                                            |
| Getriebe                  | 4-Gang-Getriebe, Knüppelschaltung                                                                        | 4-Gang-Getriebe, Knüppelschaltung                                                                        | 4-Gang-Getriebe, Knüppelschaltung a. W. Opel-Dreistufenautomatik                                         | 4-Gang-Getriebe, Knüppelschaltung a. W. Opel-Dreistufenautomatik                                         |
| Achsübersetzung           | 4,11 | 3,67 oder 3,70                                                                                           | 3,67 | 3,44 |
| Radaufhängung vorn        | Einzelradaufhängung an Doppelquerlenkern, Schraubenfedern                                                | Einzelradaufhängung an Doppelquerlenkern, Schraubenfedern                                                | Einzelradaufhängung an Doppelquerlenkern, Schraubenfedern                                                | Einzelradaufhängung an Doppelquerlenkern, Schraubenfedern                                                |
| Radaufhängung hinten      | Zentralgelenkachse (Starrachse mit Deichsel, Längslenkern und Panhardstab), Schraubenfedern              | Zentralgelenkachse (Starrachse mit Deichsel, Längslenkern und Panhardstab), Schraubenfedern              | Zentralgelenkachse (Starrachse mit Deichsel, Längslenkern und Panhardstab), Schraubenfedern              | Zentralgelenkachse (Starrachse mit Deichsel, Längslenkern und Panhardstab), Schraubenfedern              |
| Lenkung                   | Zahnstangenlenkung                                                                                       | Zahnstangenlenkung                                                                                       | Zahnstangenlenkung                                                                                       | Zahnstangenlenkung                                                                                       |
| Bremsen                   | Hydraulische Zweikreis-Bremsanlage mit Bremskraftverstärker, Scheibenbremsen vorn, Trommelbremsen hinten | Hydraulische Zweikreis-Bremsanlage mit Bremskraftverstärker, Scheibenbremsen vorn, Trommelbremsen hinten | Hydraulische Zweikreis-Bremsanlage mit Bremskraftverstärker, Scheibenbremsen vorn, Trommelbremsen hinten | Hydraulische Zweikreis-Bremsanlage mit Bremskraftverstärker, Scheibenbremsen vorn, Trommelbremsen hinten |
| Karosserie                | Stahlblech, selbsttragend                                                                                | Stahlblech, selbsttragend                                                                                | Stahlblech, selbsttragend                                                                                | Stahlblech, selbsttragend                                                                                |
| Spurweite                 | vorne: 1329 mm, hinten: 1320 mm                                                                          | vorne: 1329 mm, hinten: 1320 mm                                                                          | vorne: 1329 mm, hinten: 1320 mm                                                                          | vorne: 1329 mm, hinten: 1320 mm                                                                          |
| Radstand                  | 2430 mm                                                                                                  | 2430 mm                                                                                                  | 2430 mm                                                                                                  | 2430 mm                                                                                                  |
| Länge                     | 4124 mm                                                                                                  | 4124 mm, Voyage und Caravan: 4180 mm                                                                     | 4124 mm, Voyage und Caravan: 4180 mm                                                                     | 4124 mm, Voyage und Caravan: 4180 mm                                                                     |
| Leergewicht               | 845 kg Viertürer: 865 kg                                                                                 | 910 kg, Viertürer: 930 kg Voyage: 995 kg                                                                 | 910 kg, Viertürer: 930 kg Voyage: 995 kg                                                                 | 910 kg, Viertürer: 930 kg Voyage: 995 kg                                                                 |
| Höchstgeschwindigkeit     | 137 km/h                                                                                                 | 145 km/h                                                                                                 | 155 km/h Automatik: 150 km/h                                                                             | 160 km/h Automatik: 155 km/h                                                                             |
| Änderung Januar 1975      | | 140 km/h                                                                                                 | 153 km/h Automatik: 148 km/h                                                                             | 158 km/h Automatik: 153 km/h                                                                             |
| Änderung Juni 1975        | | | | 160 km/h Automatik: 155 km/h                                                                             |
| Beschleunigung 0–100 km/h | 19 s | 18 s Voyage: 20 s                                                                                        | 14,5 s Automatic: 16 s Voyage: 15,5 s Voyage Automatic: 17 s                                             | 13 s Automatic: 14,5 s Voyage: 14 s Voyage Automatic: 15,5 s                                             |
| DIN-Verbrauch             | 8,3 l/100 km                                                                                             | 9,2 l/100 km Voyage: 9,5 l/100 km                                                                        | 9,2 l/100 km Automatic: 10,3 l/100 km Voyage: 9,5 l/100 km Voyage Automatic: 10,6 l/100 km               | 9,7 l/100 km Automatic: 10,6 l/100 km Voyage: 9,9 l/100 km Voyage Automatic: 10,9 l/100 km               |

## US-Modelle

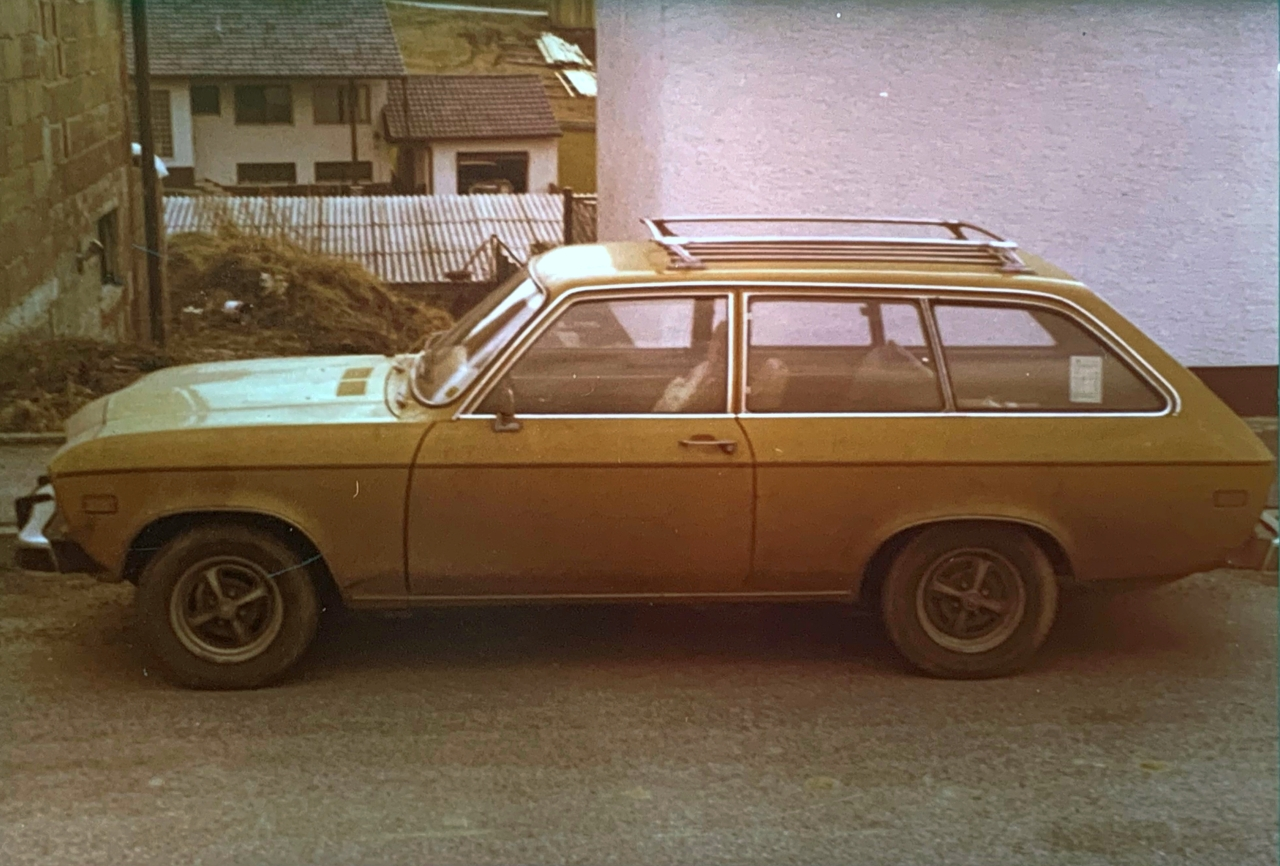
1900 Wagon

Für die USA wurde der Ascona als ab September 1970 im GM-Werk Antwerpen gefertigt und als Opel 1900 vom Buick-Händlernetz verkauft. Es handelte sich zunächst um alle drei Varianten, wobei der Viertürer im Januar 1973 auslief und der Voyage unter der Bezeichnung 1900 Wagon angeboten wurde. Für den Antrieb sorgte der 1,9-Liter-Motor in einer Version mit Verdichtung 7,6:1 und 78 PS (56 kW). Die Premiere fand am 11. Dezember 1970 statt, die Presse lobte dabei die Wagen, doch nur der Kombi vermochte die Kunden zu überzeugen.
Ab Januar 1974 kamen 1,9-Liter-Einspritzmotoren mit 84 PS (62 kW) für Kalifornien und 102 PS (75 kW) für die übrigen Staaten. Die Zweitürer-Limousine kehrte zurück, der Kombi hieß nun Sportwagon. Im Juli 1975 endete der Export mit 82.301 Einheiten, Restbestände verkaufte man als Opel Special.
Insgesamt wurden von der 1900-Serie inklusive Manta A rund 170.000 Fahrzeuge in die USA exportiert.

## Motorsport

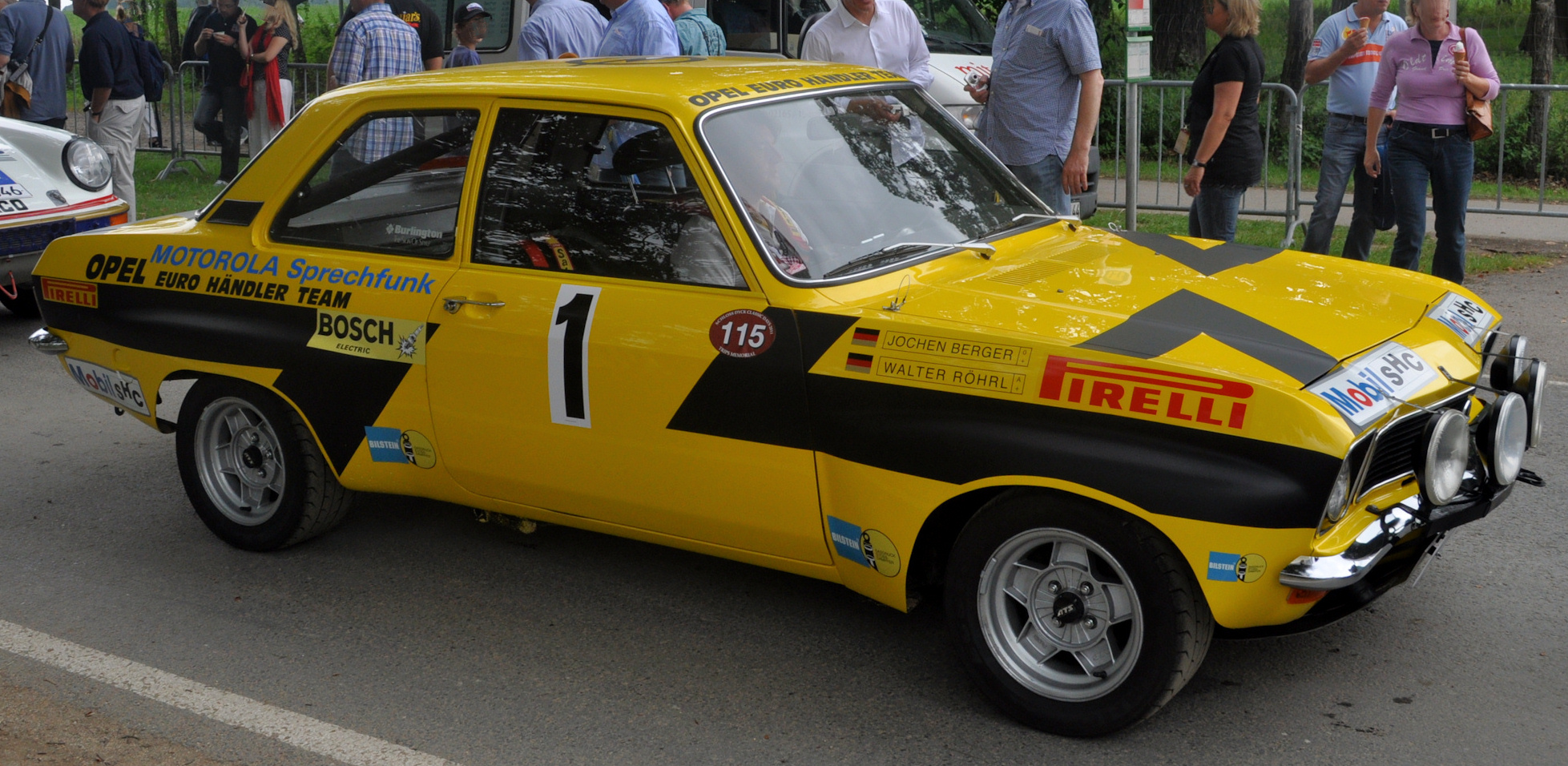
Ascona A Rallye

Im Jahre 1974 wurde Walter Röhrl mit Beifahrer Jochen Berger auf einem Ascona A Rallye-Europameister. 1975 fuhren Ari Vatanen oder auch Anders Kulläng den Rallye-Ascona, konnten an den Vorjahreserfolg jedoch nicht anknüpfen. Die sportliche Karriere des Ascona A endete bei der Rallye Akropolis 1975 mit einem Sieg von Walter Röhrl. Die Nachfolge trat der Opel Kadett C GT/E Coupé an.
Das Fahrzeug wurde vom Tuner Irmscher nach den damaligen Regelungen der Gruppe II (Spezialtourenwagen) aufgebaut. Der auf 2,0 Liter Hubraum aufgebohrte Motor leistete ca. 206 PS (151 kW). Es existiert heute noch und befindet sich im Besitz der Opel Automobile GmbH, die sie bei Oldtimerveranstaltungen einsetzt.